# Schlieren
Schlieren ist eine Stadt und politische Gemeinde im Bezirk Dietikon des Kantons Zürich in der Schweiz. Ihre Einwohner werden Schlieremer genannt.

## Geographie
Die Stadt Schlieren liegt im Limmattal südlich der Limmat, unmittelbar westlich an die Stadt Zürich angrenzend.

## Geschichte

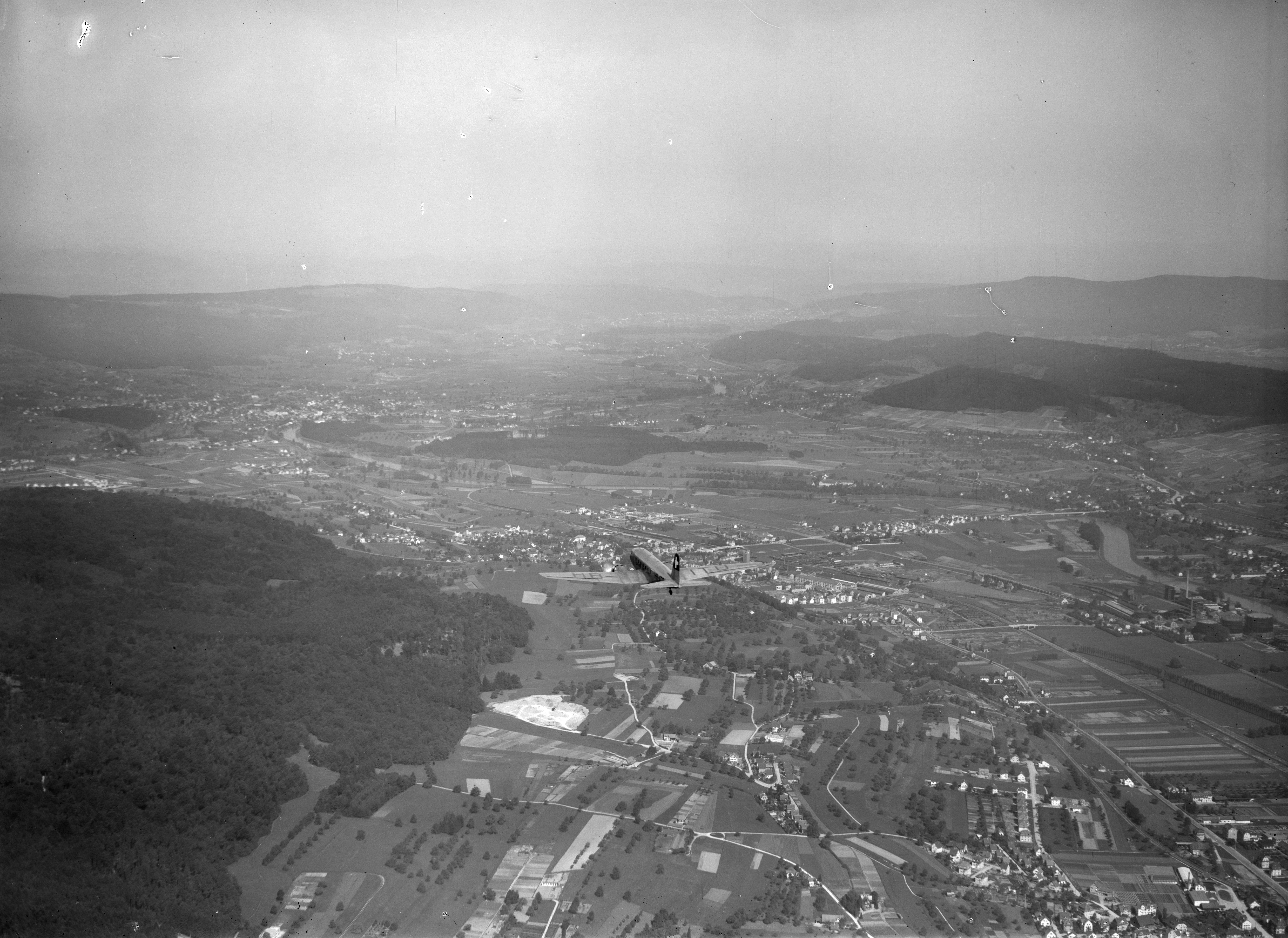
Douglas DC-2 über Schlieren und Limmattal, historisches Luftbild vom 8. Juni 1935, aufgenommen von Walter Mittelholzer

Schweizerische Wagons- und Aufzugfabrik AG, historisches Luftbild vom 8. August 1932, aufgenommen von Walter Mittelholzer

Schlieren wurde 828 erstmals urkundlich erwähnt. Schlieren war bis 1415 in habsburgischem Besitz. Nach der Eroberung des Aargaus durch die Eidgenossen war es Bestandteil der Grafschaft Baden. 1803 wurde es dem Kanton Zürich zugeteilt. 1777 gründete hier der Pfarrer Heinrich Keller, als er zwei taube Knaben in sein Pfarrhaus aufnahm, die erste Taubstummenschule in der Schweiz.
Ende des 19. Jahrhunderts begann im Zuge der Industrialisierung der allmähliche Wandel Schlierens von einer bäuerlichen Landgemeinde hin zur urbanen Kleinstadt. In Schlieren war von 1899 bis zu ihrer Schliessung 1985 die Schweizerische Wagons- & Aufzügefabrik AG (SWS) beheimatet.
Wegen der Nähe zur Stadt Zürich und der guten Verkehrsverbindungen (bis 1956 Tram, dann Trolleybus Zürich, 2022 ersetzt durch die Limmattalbahn, ferner die S-Bahn ) setzte ein Bevölkerungswachstum ein. 1960 überschritt die Einwohnerzahl 10'000, 2022 die Einwohnerzahl 20'000. Im Jahr 2008 wurde Schlieren das Label Energiestadt für beschlossene und realisierte energiepolitische Massnahmen verliehen.

## Wappen
Blasonierung:
In Blau eine goldene Lilie

## Bevölkerung
Per 31. Dezember 2023 wohnten 20'581 Menschen in Schlieren.
| Bevölkerungsentwicklung | Bevölkerungsentwicklung |
| Jahr                    | Einwohner               |
| ----------------------- | ----------------------- |
| 1850                    | 689                     |
| 1900                    | 1'670                   |
| 1950                    | 6'074                   |
| 1960                    | 10'043                  |
| 1970                    | 11'869                  |
| 1980                    | 12'460                  |
| 1990                    | 13'142                  |
| 2000                    | 12'775                  |
| 2010                    | 16'103                  |
| 2020                    | 19'872                  |
| 2022                    | 20'320                  |

## Politik
- Grüne: 4
- SP: 8
- GLP: 5
- EVP: 2
- Mitte: 4
- FDP: 5
- SVP: 8

Die Exekutive wird durch den siebenköpfigen Stadtrat gebildet. Er setzt sich wie folgt zusammen: 2 SP, 1 FDP, 1 glp, 1 Mitte, 1 SVP sowie 1 Parteilose
Stadtpräsident ist Markus Bärtschiger (SP).
Die Legislative der Stadt ist das Gemeindeparlament mit 36 Sitzen. Die Grafik rechts zeigt die Sitzverteilung nach der Wahl vom 13. Februar 2022.
Bei den Nationalratswahlen 2023 betrugen die Wähleranteile in Schlieren: SVP 26,62 % (−1,39), SP 23,10 % (+2,20), glp 12,24 % (−1,22), Grüne 10,92 % (−0,20), FDP 10,57 % (−0,53), Mitte 9,01 % (+0,13), EVP 2,15 % (−0,59), EDU 0,84 (−0,19).

## Kirchen
2022 gehörten 30,7 Prozent der Bevölkerung zur römisch-katholischen Kirche und 11,0 Prozent zur evangelisch-reformierten Kirche. 58,3 Prozent der Bevölkerung hatten eine andere oder keine Religionszugehörigkeit.
Die römisch-katholische Kirche St. Josef aus dem Jahr 1960 befindet sich an der Ecke Uitikonerstrasse/Dammweg und wurde vom bekannten Kirchenarchitekten Karl Higi errichtet. Am Kirchplatz befinden sich die Alte und die Neue reformierte Kirche.
In der regionalen Sektion der Schweizerischen Evangelischen Allianz sind die Chrischona-Gemeinde und die Kirche Lachern mit dabei.

## Öffentlicher Verkehr
Der Bahnhof Schlieren liegt an der Bahnstrecke Zürich–Baden und wird von der S 11 Aarau – Lenzburg – Dietikon – Zürich HB – Stettbach – Winterthur – Seuzach/Sennhof-Kyburg (– Wila) und der S 12 Brugg – Altstetten – Zürich HB – Stettbach – Winterthur – Schaffhausen/Wil der sowie den Nacht-S-Bahnen SN1  und SN11  der S-Bahn Zürich bedient.
Ab Schlieren, Bahnhof / Schlieren, Zentrum/Bahnhof oder Schlieren, Bahnhof Nord verkehren mehrere Buslinien:
201 Schlieren, Zentrum/Bahnhof – Uitikon, Dorf – Uitikon Waldegg, Bahnhof
302 Urdorf Weihermatt – Schlieren, Zentrum/Bahnhof – Unterengstringen – Weiningen ZH – Geroldswil
307 Schlieren, Zentrum/Bahnhof – Zürich, Werdhölzli – Zürich Altstetten
317 Schlieren, Zentrum/Bahnhof – Glanzenberg, Bahnhof – Niederurdorf – Oberurdorf
Seit September 2019 ist Schlieren an das Tramnetz der VBZ angeschlossen:
2 Schlieren, Geissweid – Schlieren, Zentrum/Bahnhof – Zürich, Farbhof – Paradeplatz – Bellevue – Zürich Tiefenbrunnen
Seit Dezember 2022 verkehrt zudem die Limmattalbahn durch Schlieren:
20 Zürich Altstetten – Schlieren, Zentrum/Bahnhof – Spital Limmattal – Urdorf Nord – Dietikon – Killwangen-Spreitenbach

## Wirtschaft
Schlieren wandelt sich von der Industriestadt zur Stadt mit Dienstleistungs- und Hightech-Unternehmen. Auf dem Areal der ehemaligen SWS haben verschiedene Firmen neue Arbeitsplätze geschaffen, unter anderem die 2015 geschlossene Druckerei der NZZ-Mediengruppe (heutiger Besitzer ist die Swiss Prime Site, die ehemalige Druckerei ist Standort von Zühlke Technology Group und Halter AG), der Fernsehsender Star TV oder die API Invest und Finanz AG. Zudem hat sich hier ein Biotech-Cluster mit verschiedenen Startup-Unternehmen aus dieser Branche entwickelt. Zu den traditionellen Firmen zählen Geistlich und Schlatter. In Schlieren befindet sich auch der Hauptsitz der Mercedes-Benz Schweiz AG, der Strabag AG Schweiz sowie von Sony Schweiz.

## Spital Limmattal

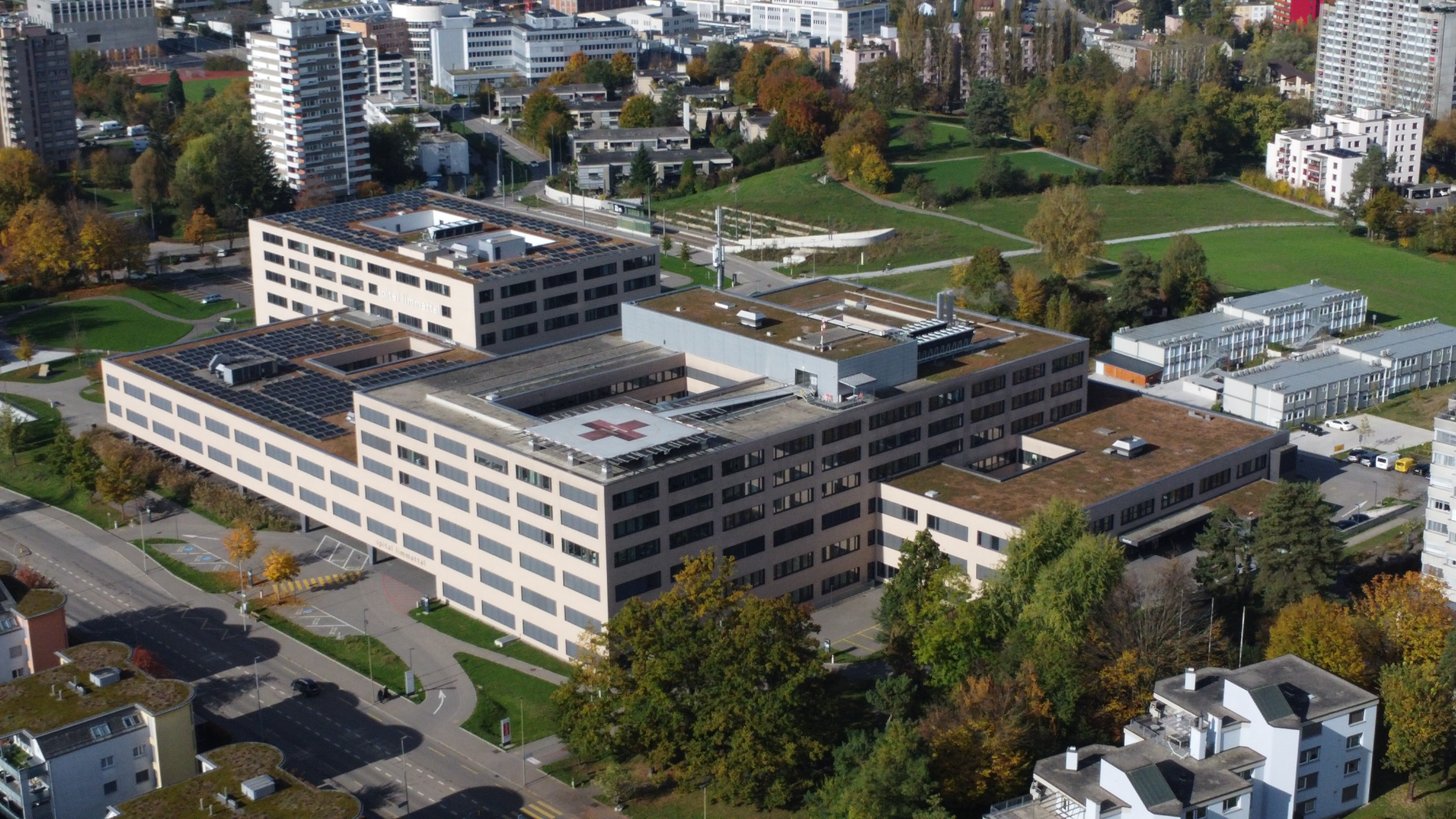
Vorne das Akutspital, hinten das Pflegezentrum

Das Spital Limmattal, auch Limmattalspital oder im Dialekt „Limmi“ genannt, liegt ganz im Westen der Gemeinde. Es wurde am 1. Mai 1970 eröffnet und durch einen Zweckverband, bestehend aus zehn Gemeinden des Bezirks (alle ausser Uitikon) getragen. Am 1. Juni 1987 wurde auf der Westseite des Spitals eine Pflegeeinrichtung eröffnet, seit dem Jahr 2000 „Pflegezentrum“ genannt. Mit der Schliessung des Bezirksspitals Dielsdorf (1997) wurden sieben Gemeinden aus dem Furttal der Spitalregion Limmattal zugewiesen. 2017 zählte das Spital insgesamt 1012 Angestellte.
Weil das Spital im 21. Jahrhundert den Anforderungen nicht mehr genügte, wurde ein Neubau auf demselben Areal geplant, von der Bevölkerung mit einem Ja-Stimmen-Anteil von 91 % genehmigt und am 14. September 2018 dem Betrieb übergeben. Nach dem Rückbau des alten Spitals wurde an dessen Stelle ein neues Pflegezentrum errichtet.

## Sehenswürdigkeiten
- Ehemaliges Gaswerk und Gasometer Schlieren
- WAGI Museum Schlieren
- Ortsmuseum Schlieren
- Stadtpark

## Kultur
Das in der Schweiz bekannte Cabaret Rotstift wurde 1954 von Schlieremer Lehrern gegründet. Die gleichen Lehrer gründeten 1957 den Kinderchor Schlieremer Chind, heute der bekannteste Schweizer Kinderchor.

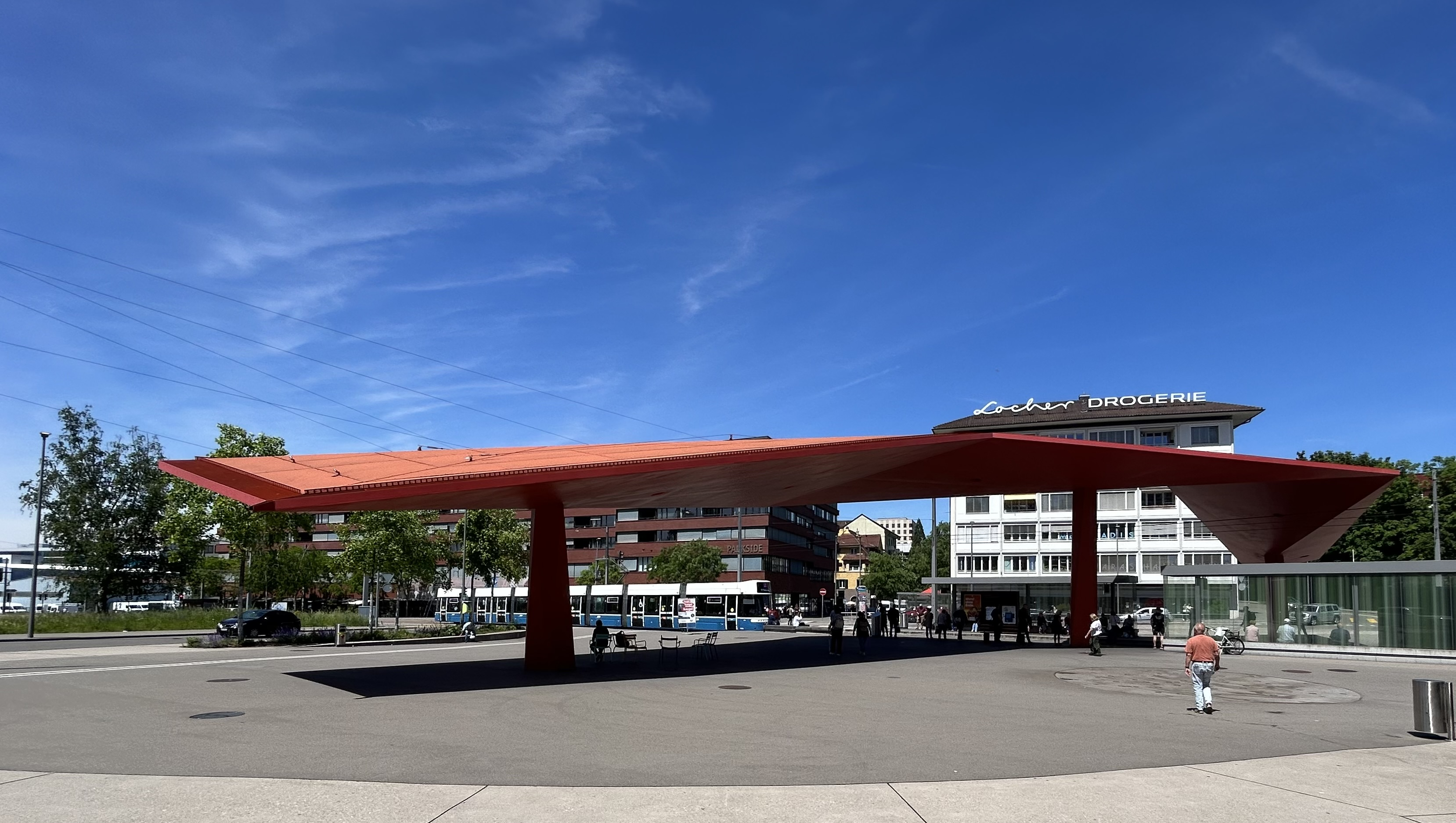
Zentrum
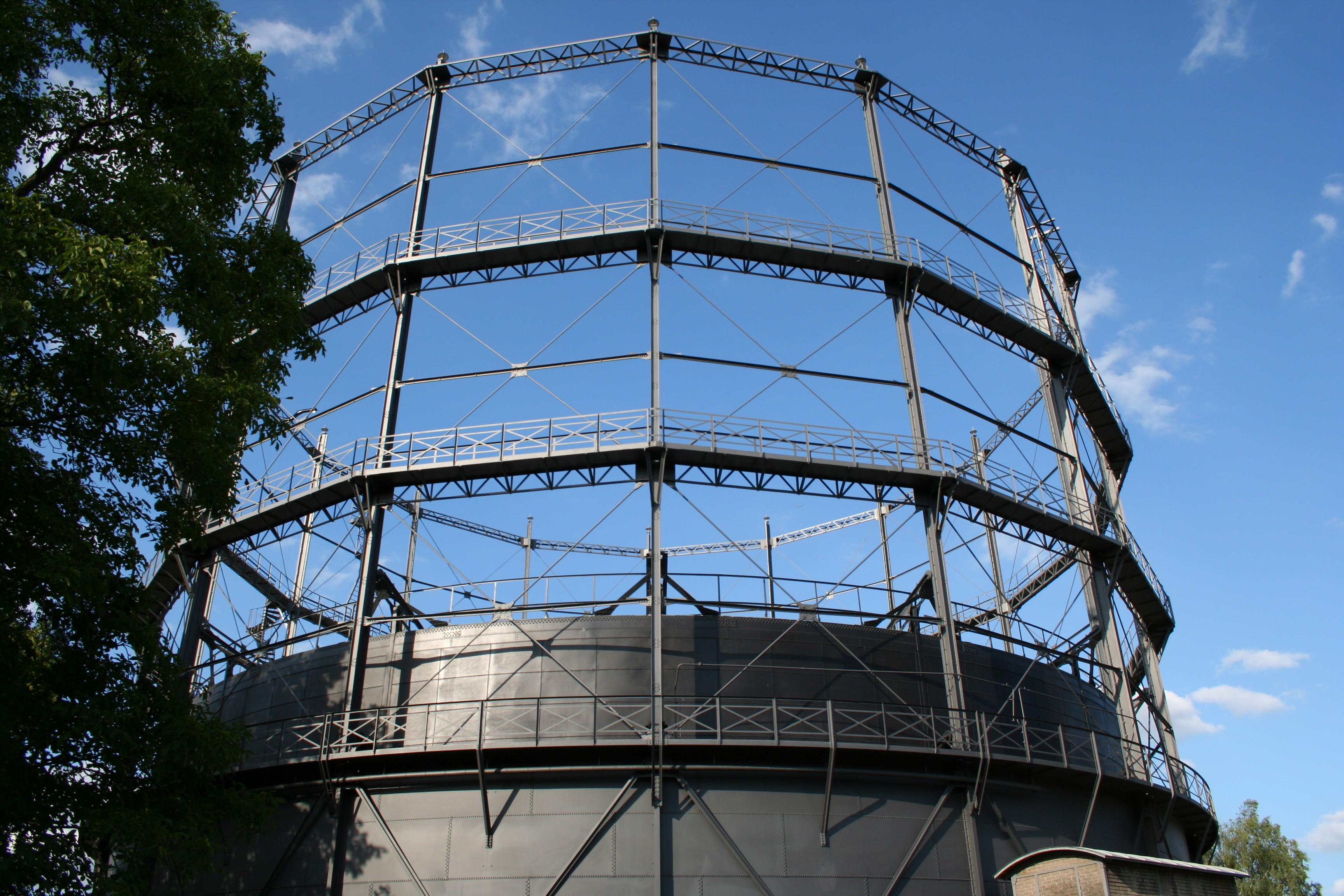
Das letzte verbliebene von ursprünglich drei Gasometern. Abhängig vom Speichervolumen konnte der «Deckel» des Gasometers hoch- oder heruntergefahren werden.
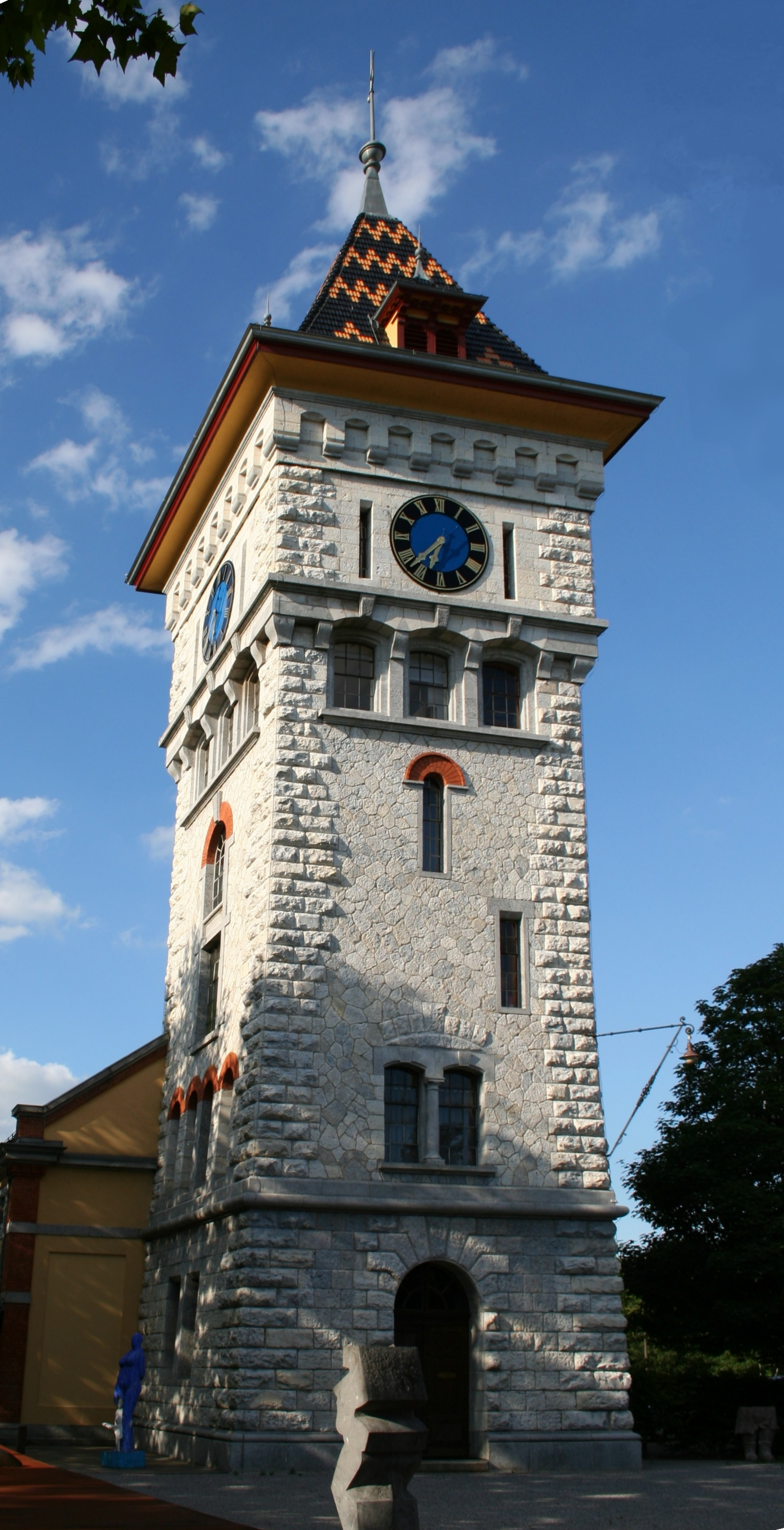
Der Turm des Gaswerkes. Er beherbergt heutzutage das «Gasi-Museum» (Gaswerk-Museum).
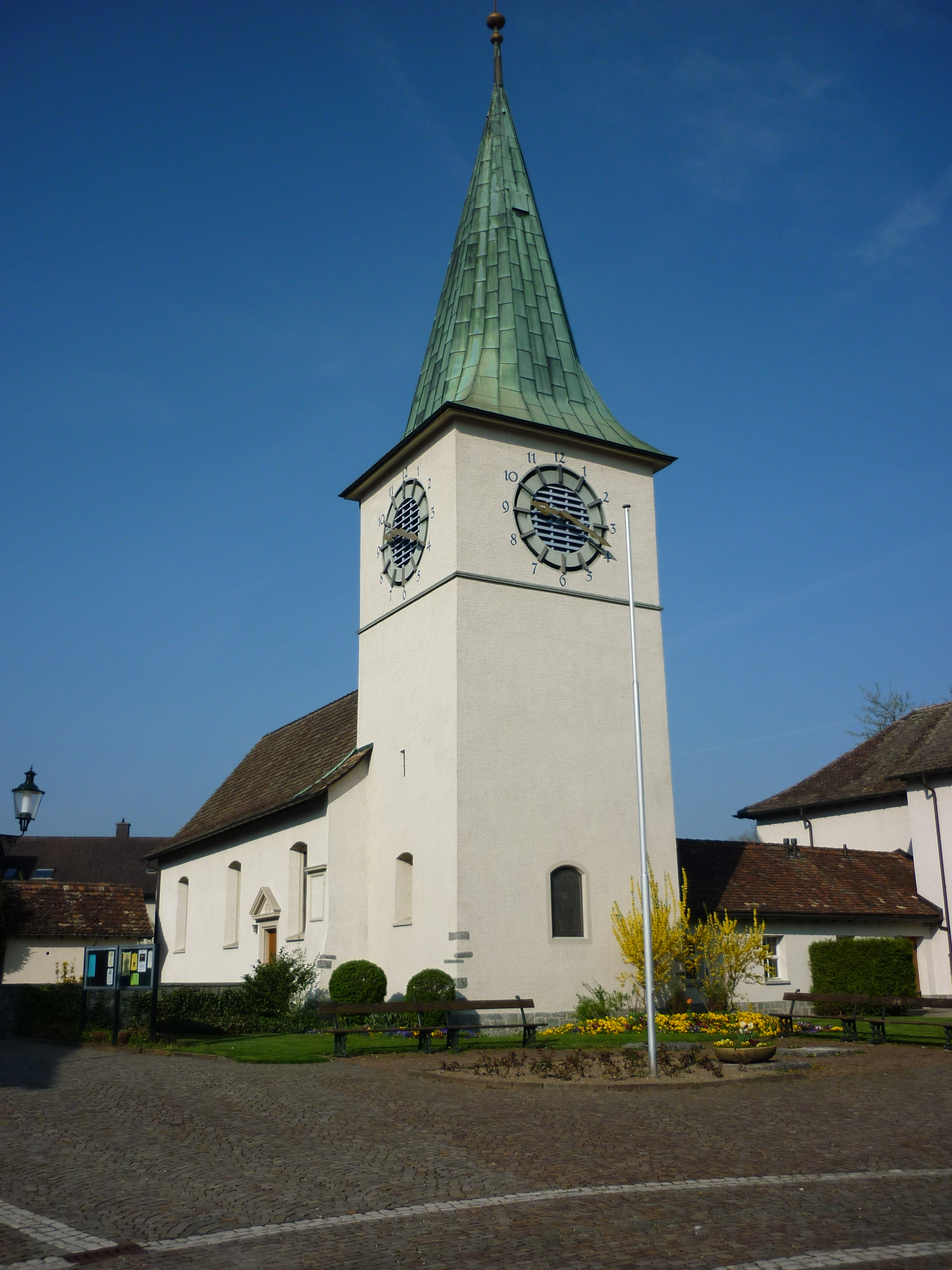
Alte reformierte Kirche Schlieren (Chorturm 15. Jahrhundert)
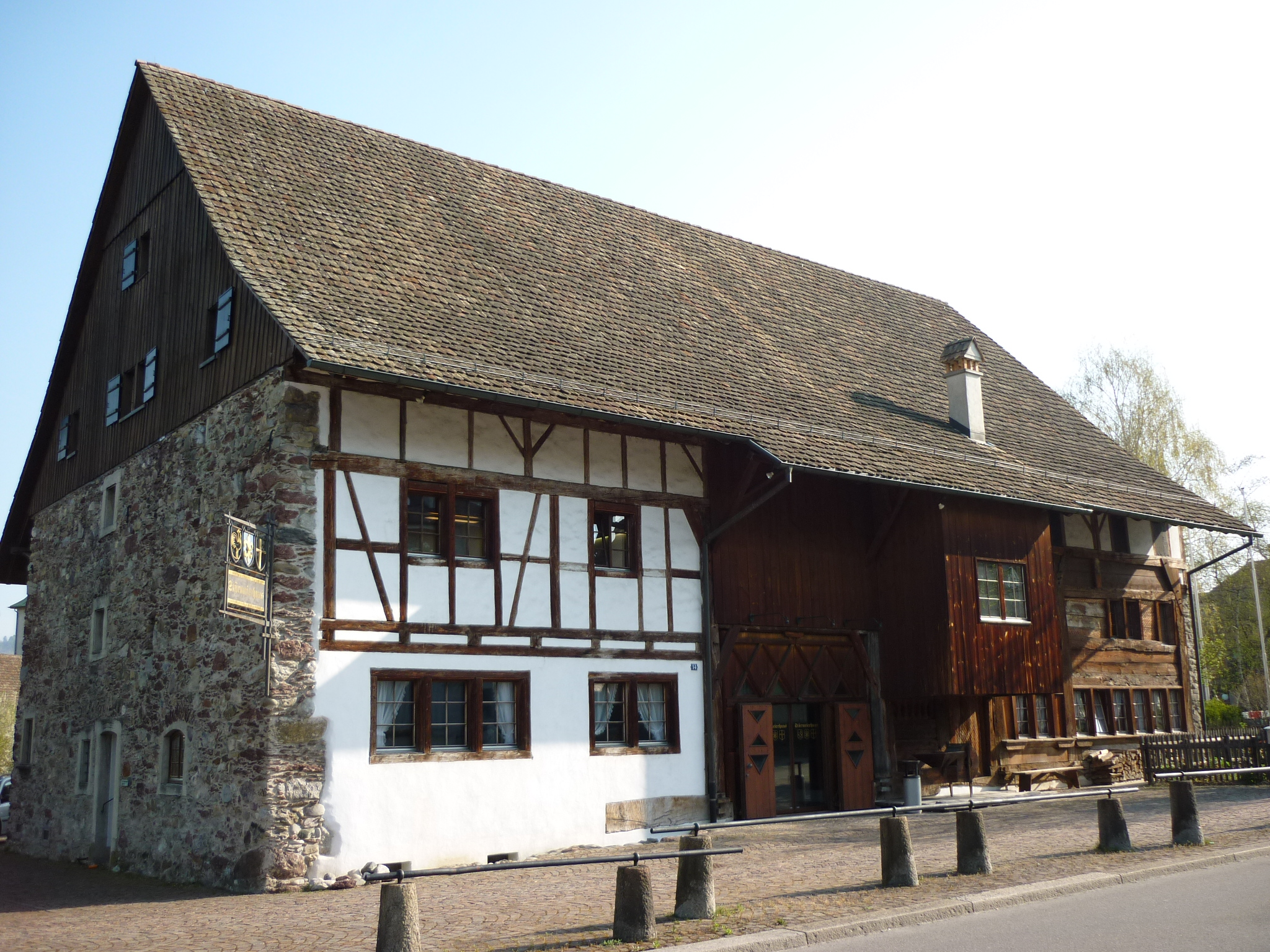
Stürmeierhuus
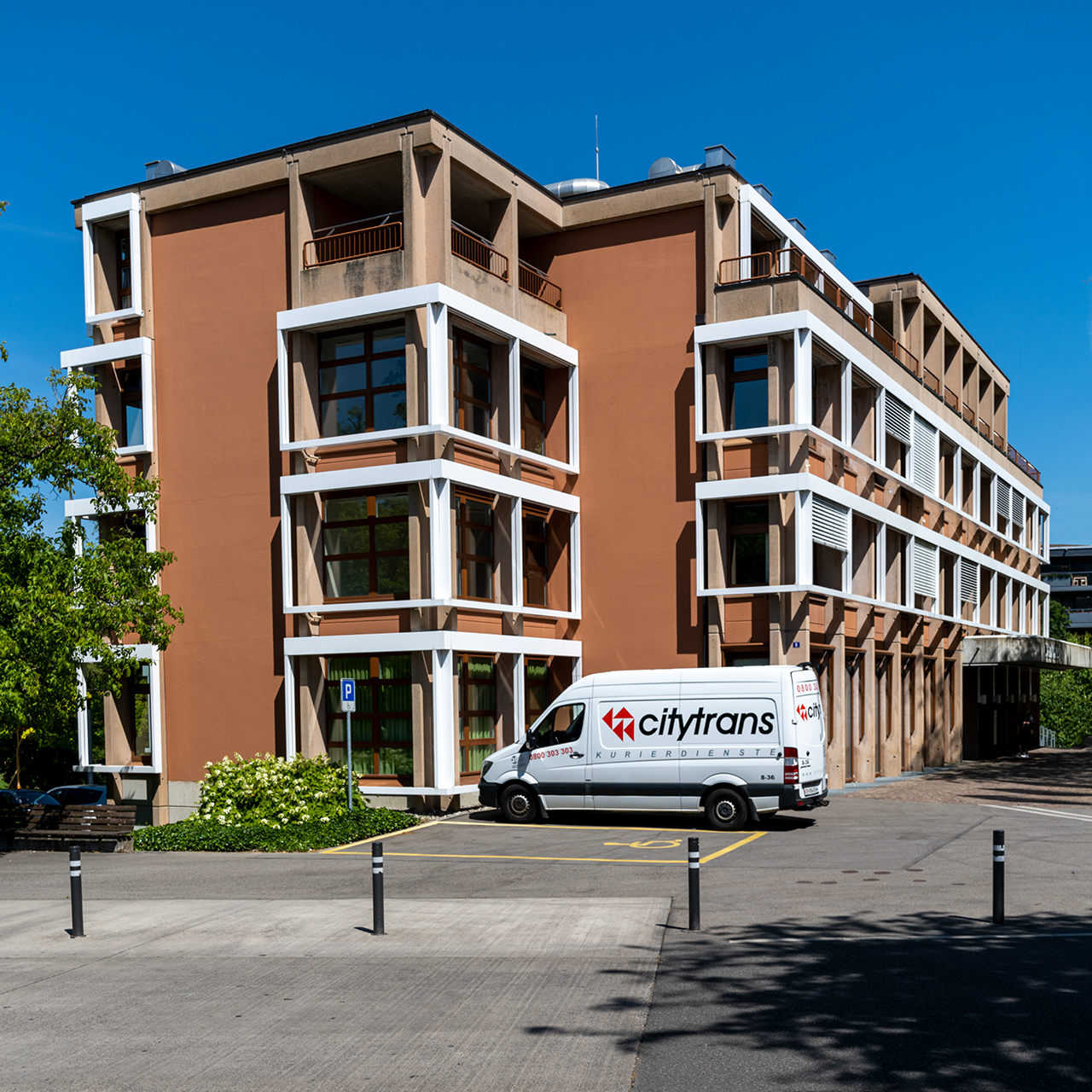
Stadthaus
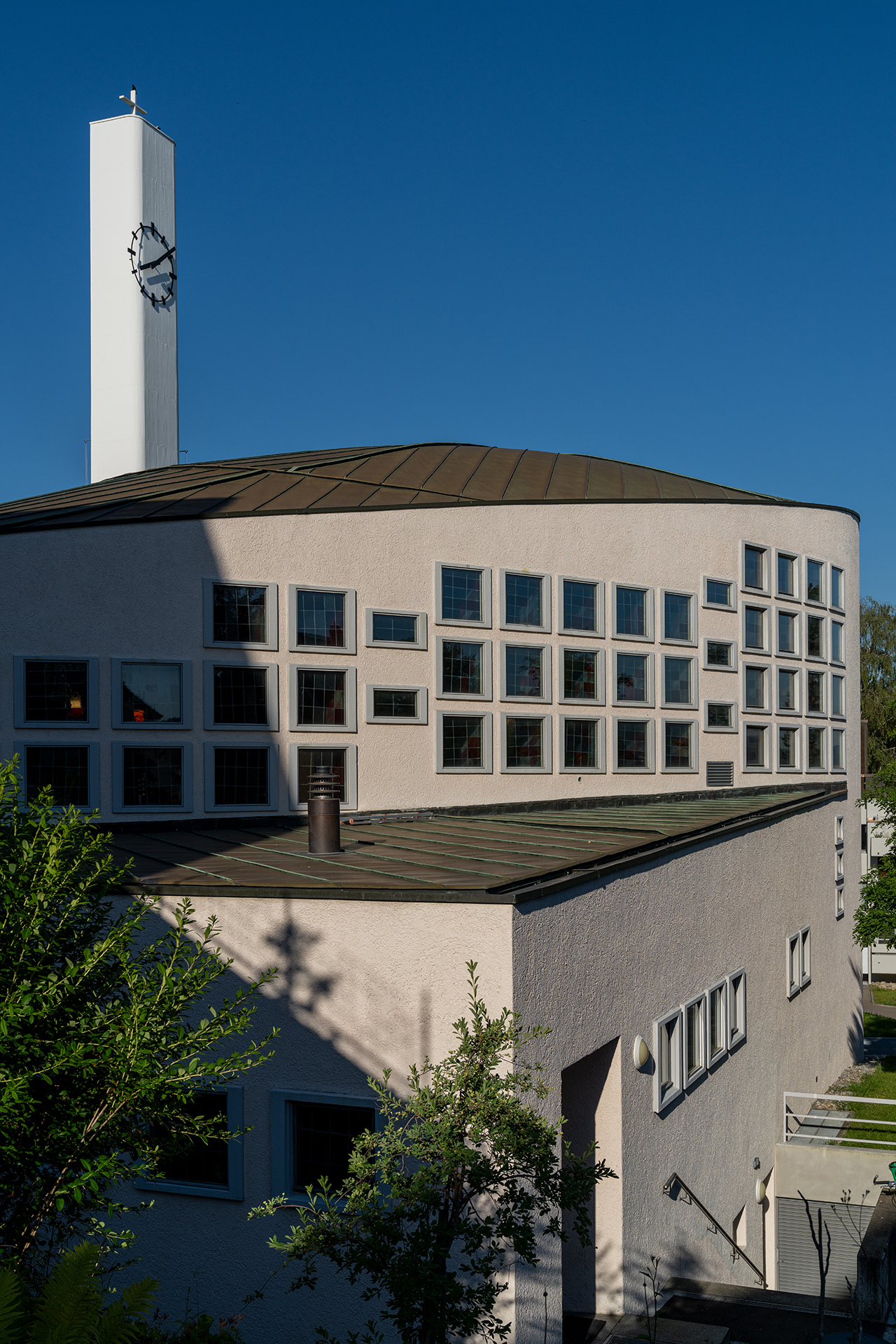
Kath. Kirche St. Josef
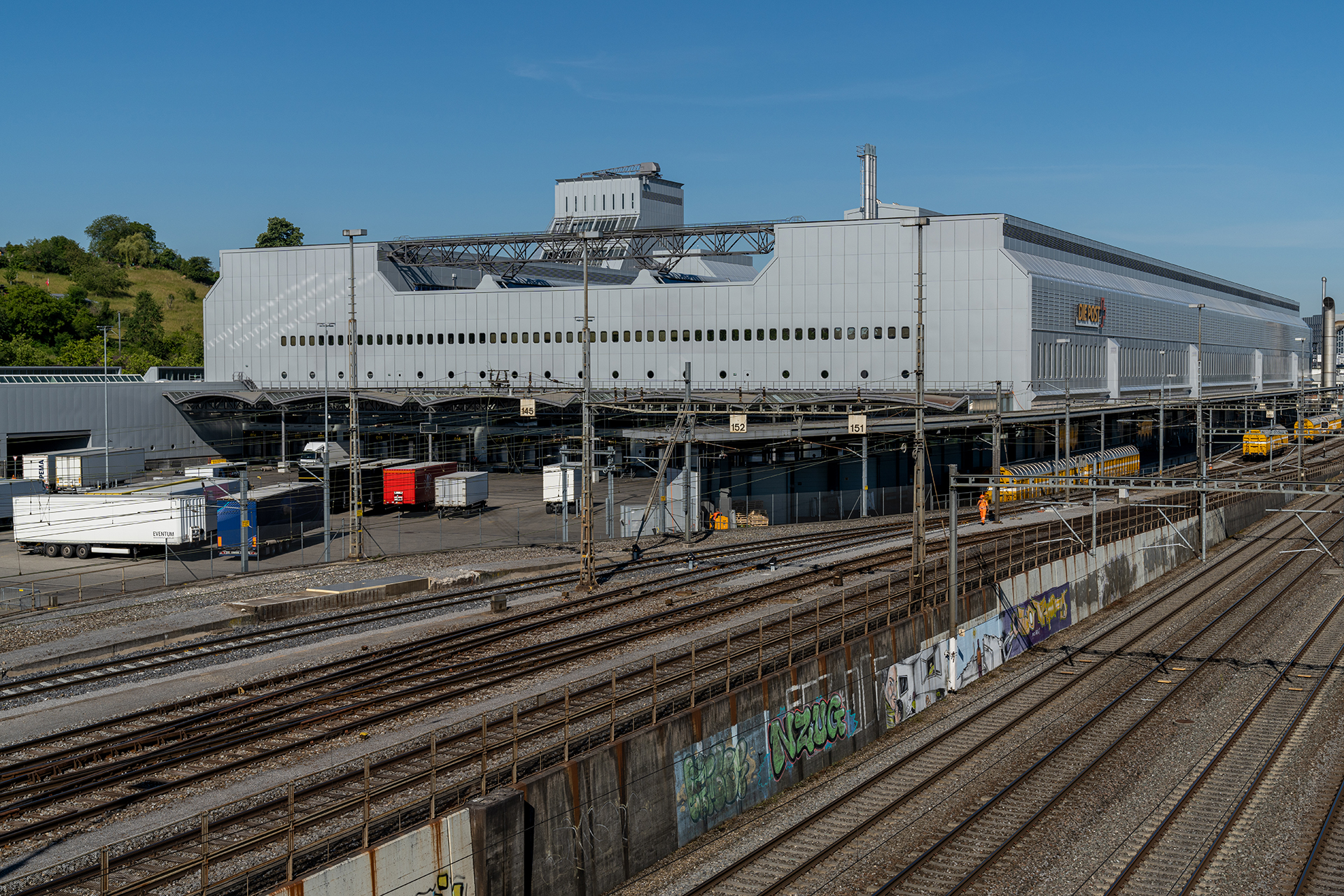
Briefzentrum Mülligen
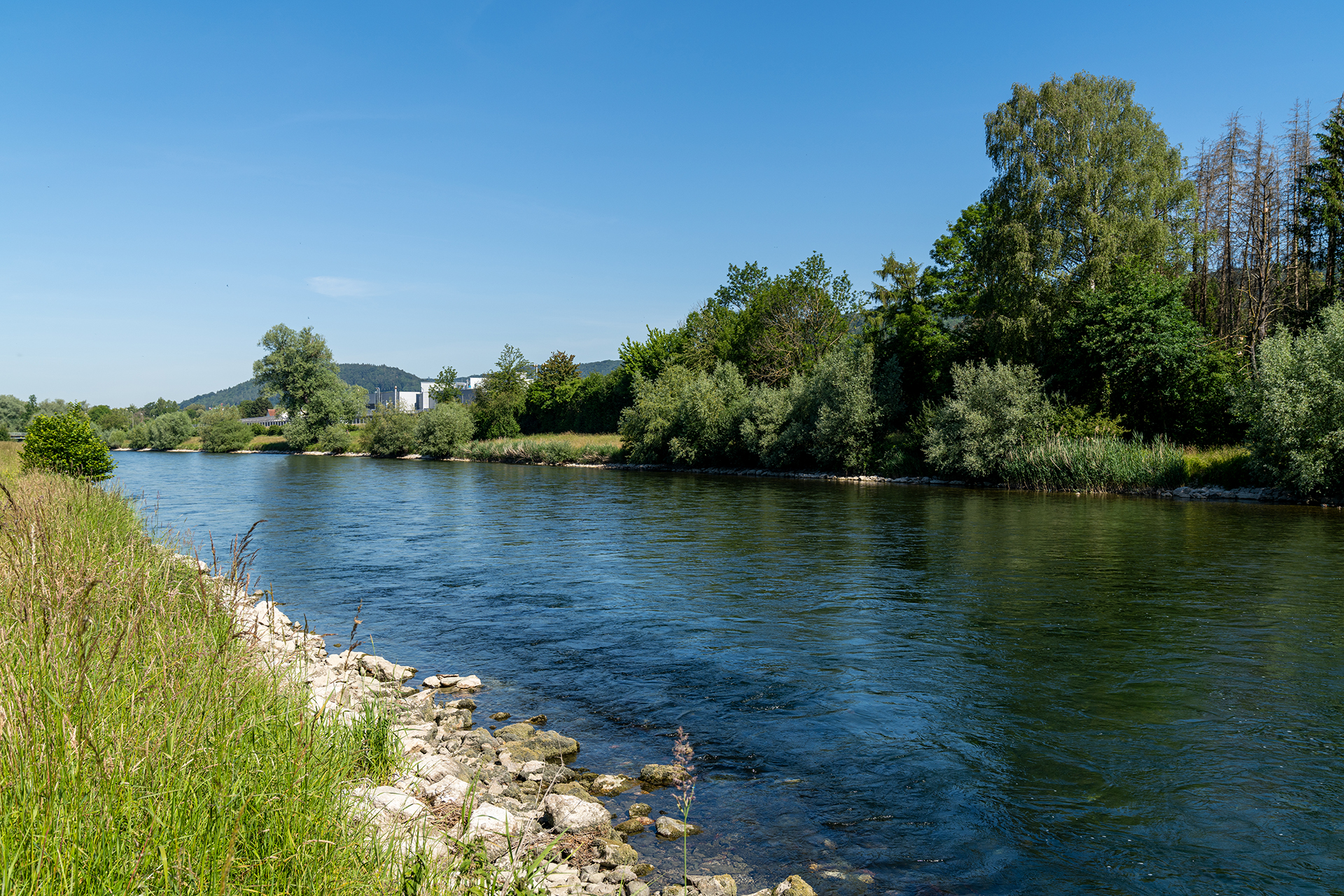
Limmat

## Sport
Seit dem 1. Januar 2005 findet in Schlieren der Neujahrsmarathon Zürich statt. Start und Ziel dieses weltweit ersten Marathonlaufs des Jahres befinden sich in der Schlieremer Sporthalle Unterrohr. Gestartet wird um 00:00 Uhr, also exakt zum Jahreswechsel. Neben der Marathondistanz (42,195 km) werden auch ein Halbmarathon (21,0975 km), ein Viertelmarathon (10,54875 km), ein Team Run (2–4 Läufer teilen sich die 42,195 km) und ein kostenloser Kids Run (750 m) angeboten.
Die Frauenmannschaft des FC Schlieren spielt zurzeit in der Nationalliga B, kurzzeitig, in der Saison 2011/2012, spielte sie in der höchsten Spielklasse des Schweizer Frauenfussballs. Im Jahr 2009 erreichte das Frauenteam sogar den Cupfinal.

## Medien
Verschiedene Medien sind in Schlieren an der Wagistrasse angesiedelt. Neben den Fernsehsendern Schweiz 5 (in den Räumen des ehemaligen Senders TV3), Star TV, VIVA und 3+ werden bei der Firma Primetime die Sendungen Swiss Date, FUTURA.TV, KOCHEN.TV, ganzprivat sowie wohntraumTV aufgezeichnet. In der Nähe befinden sich ebenfalls die ehemalige NZZ-Druckerei sowie die Werbeagentur Publiartis.

## Persönlichkeiten
- Ezio Canonica (1922–1978), Zentralpräsident des SBHV (Gewerkschaft Bau und Holz), Nationalrat[20]
- Sepp Stappung (1926–2010), Gewerkschafter und Politiker
- Werner von Aesch (1927–2008), Lehrer und Kabarettist
- Ferdinand Lips (1931–2005), Bankier und internationaler Goldmarktexperte
- Paul Zollinger (* 1944), Radrennfahrer
- Markus Osterwalder (* 1947), Kinderbuchautor u. a.
- Urs Allemann (1948–2024), Schriftsteller
- Robert Bösch (* 1954), Fotograf und Bergsteiger
- Markus Bärtschiger (* 1962), Politiker, Stadtpräsident von Schlieren
- Roman Kilchsperger (* 1970), Radio- und Fernsehmoderator
- Mario Cantaluppi (* 1974), Fussballspieler
- Ronnie Grob (* 1975), Journalist und Publizist
- Jonas Lüscher (* 1976), Schriftsteller
- Daniel Bosshard (* 1978), Thaiboxer
- Regula Bührer Fecker (* 1978), Weberin
- Diamá (* 1980), Sängerin
- Marc Iselin (* 1980), Snowboarder
- Ester Vonplon (* 1980), Fotografin
- Janine Greiner (* 1981), Curlerin
- Veronika Spierenburg (* 1981), Installations-, Objekt- und Videokünstlerin
- Martin Walti (* 1982), Freestyle-Skier
- Manuel Kampus (* 1984), Mitglied des Gemeindeparlaments und Kantonsrat (Grüne)
- Martin Steuble (* 1988), Fussballspieler
- Tanja Schärer (* 1989), Freestyle-Skierin
- Michael Kempter (* 1995), philippinisch-schweizerischer Fussballspieler
- Anto Grgić (* 1996), Fussballspieler
- Saranda Hashani (* 1996), albanisch-schweizerische Fussballspielerin
- Arijanet Murić (* 1998), Fussballspieler
- Junior Eyamba (* 2001), Fussballspieler
- Kevin Iodice (* 2001), Fussballspieler